# Simon Busuttil
Simon Busuttil (ur. 21 marca 1969 w Attard) – maltański polityk i prawnik, poseł krajowy i europejski, lider Partii Narodowej (2013–2017).

## Życiorys
Ukończył prawo na Uniwersytecie Maltańskim, uzyskał magisterium z prawa międzynarodowego. Ukończył także studia z zakresu studiów europejskich na brytyjskim University of Sussex. Był wspólnikiem w firmie prawniczej, a następnie doradcą do spraw europejskich przy maltańskich ministrach w różnych resortach (w tym od 2003 do 2004 w Ministerstwie Spraw Zagranicznych). W latach 1999–2003 zajmował stanowisko dyrektora Centrum Informacyjnego UE-Malta. Należał do zespołu negocjacyjnego pracującego nad warunkami akcesji Malty do struktur Unii Europejskiej.
Na przełomie lat 80. i 90. przewodniczył Chrześcijańsko-Demokratycznej Organizacji Studentów. Był sekretarzem Krajowej Rady Młodzieży i Ruchu Europejskiego. W 2004 uzyskał mandat deputowanego do Parlamentu Europejskiego VI kadencji z listy Partii Narodowej. W 2009 skutecznie ubiegał się o reelekcję. W 2012 został zastępcą przewodniczącego Partii Narodowej. W wyborach w 2013 uzyskał mandat posła do Izby Reprezentantów, w konsekwencji odchodząc z PE. W tym samym roku został liderem Partii Narodowej, pokonując w wewnętrznych wyborach Maria de Marco.
W 2017 ponownie wybrany do Izby Reprezentantów, kierowana przez niego partia przegrała wówczas kolejny raz z laburzystami. W tym samym roku nowym liderem PN został Adrian Delia. W 2020 został powołany na sekretarza generalnego frakcji Europejskiej Partii Ludowej w PE.